# Passalozetidae
Passalozetidae é uma família de ácaros pertencentes à ordem Sarcoptiformes.
Géneros:
- Bipassalozetes Mihelcic, 1957
- Passalobates Perez-Inigo & Pena, 1996
- Passalomonia Mahunka, 1987
- Passalozetes Grandjean, 1932